# Puchar UEFA (1980/1981)
Puchar UEFA 1980/1981 (ang. 1980–1981 UEFA Cup) – 10. edycja międzynarodowego klubowego turnieju piłki nożnej Puchar UEFA, zorganizowana przez Unię Europejskich Związków Piłkarskich w terminie 16 września 1980 – 20 maja 1981. W rozgrywkach zwyciężyła drużyna Ipswich Town.
X (XXIII) Puchar UEFA 1980/1981

(ang. UEFA Cup)

## 1/32 finału
| AZ '67 – Red Boys Differdange 6:0 i 4:0 1 17.09 1980 1:0 Hovenkamp 30, 2:0 Nygaard 37, 3:0 Peters 44, 4:0 Peters 47, 5:0 Welzl 59, 6:0 Toi 85 2 30.09 1980 1:0 Kist 15, 2:0 Kist 40k, 3:0 Kist 46, 4:0 Welzl 55                                                                                 |
| Íþróttabandalag Akraness – 1. FC Köln 0:4 i 0:6 1 16.09 1980 0:1 Kroth 50, 0:2 Littbarski 59, 0:3 D. Müller 77, 0:4 Strack 80 (mecz w Reykjaviku) 2 01.10 1980 0:1 Engels 27, 0:2 D. Müller 34, 0:3 D. Müller 74, 0:4 D. Müller 84, 0:5 D. Müller 87, 0:6 Okudera 89                            |
| Sliema Wanderers – FC Barcelona 0:2 i 0:1 1 16.09 1980 0:1 Canito 26, 0:2 Landaburu 59 2 01.10 1980 0:1 Rexach 28k |
| Újpest – Real Sociedad 1:1 i 0:1 1 16.09 1980 1:0 Kardos 66, 1:1 Alonso 78 2 01.10 1980 0:1 Satrustegui 89 |
| Argeș Pitești – FC Utrecht 0:0 i 0:2 1 17.09 1980 2 01.10 1980 0:1 van der Lern 60, 0:2 Garbo 85 |
| Ballymena United – Vorwärts Frankfurt 2:1 i 0:3 1 17.09 1980 0:1 Geyer 4, 1:1 McTuiston 47, 2:1 Sloan 54 2 01.10 1980 0:1 Conrad 3, 0:2 Jarmuskiewicz 11, 0:3 Krautzig 59 |
| Bohemians Praga – Sporting Gijón 3:1 i 1:2 1 17.09 1980 1:0 Bicovky 15, 1:1 Perrero 72, 2:1 Levy 77, 3:1 Bicovky 86 2 01.10 1980 1:0 Nemec 10, 1:1 Ferrero 18, 1:2 Jiménez 56 |
| Dynamo Drezno – Napredak Kruševac 1:0 i 1:0 1 17.09 1980 1:0 Weber 67 2 01.10 1980 1:0 Müller 84k |
| IF Elfsborg – St. Mirren F.C. 1:2 i 0:0 1 17.09 1980 1:0 Nilsson 16, 1:1 Somner 43, 1:2 Abercromby 80 2 01.10 1980 |
| Grasshopper Club Zürich – Kjøbenhavns Boldklub 3:1 i 5:2 1 17.09 1980 1:0 Meyer 20k, 2:0 Meyer 53k, 3:0 Meyer 55, 3:1 Eigenbrod 67 2 01.10 1980 0:1 Fossgaard 29, 1:1 Heinz Hermann 51, 2:1 Zanetti 57, 3:1 Heinz Hermann 60, 4:1 Heinz Hermann 75, 5:1 Sulser 77, 5:2 Hansen 88k               |
| Hamburger SV – FK Sarajevo 4:2 i 3:3 1 17.09 1980 0:1 Susić 8, 1:1 Kaltz 32, 2:1 Hrubesch 42, 3:1 Hrubesch, 44, 3:2 Susić 73, 4:2 Hartwig 89 2 01.10 1980 0:1 Lukić 24, 1:1 Hrubesch 26, 1:2 Pasić 41, 2:2 Hrubesch 59, 2:3 Pasić 75, 3:3 Hrubesch 88                                           |
| Ipswich Town – Aris FC 5:1 i 1:3 1 17.09 1980 1:0 Wark 12k, 2:0 Wark 15, 3:0 Wark 29k, 3:1 Pallas 48k, 4:1 Mariner 61, 5:1 Wark 80k 2 01.10 1980 0:1 Tsirmokos 4, 0:2 Drambis 22, 0:3 Zeleidis 65, 1:3 Gates 75                                                                                 |
| Juventus F.C. – Panathinaikos AO 4:0 i 2:4 1 17.09 1980 1:0 Scirea 5, 2:0 Verza 18, 3:0 Bettega 38, 4:0 Cabrini 42k 2 01.10 1980 0:1 Gentile 31s, 0:2 Andreuchi 37, 1:2 Bettega 40, 1:3 Livathinos 68, 2:3 Fanna 81, 2:4 Delikaris 87                                                           |
| 1. FC Kaiserslautern – RSC Anderlecht 1:0 i 2:3 1 17.09 1980 1:0 Funkel 18 2 01.10 1980 1:0 Geye 21, 1:1 Nielsen 41, 1:2 Nielsen 47, 2:2 Wendt 64, 2:3 Nielsen 66k |
| Dynamo Kijów – Lewski Spartak Sofia 1:1 i 0:0 1 17.09 1980 0:1 Spasow 26, 1:1 Burjak 38k 2 01.10 1980 |
| PSV Eindhoven – Wolverhampton Wanderers 3:1 i 0:1 1 17.09 1980 1:0 Brandts 34, 1:1 Gray 46, 2:1 van Kraay 67, 3:1 van der Kuijlen 75k 2 01.10 1980 0:1 Eves 50 |
| Kuopion Palloseura – AS Saint-Étienne 0:7 i 0:7 1 17.09 1980 0:1 Paganelli 34, 0:2 Hyvarinen 45s, 0:3 Platini 48, 0:4 Paganelli 64, 0:5 Platini 74, 0:6 Roussey 79, 0:7 Janvion 81 2 01.10 1980 0:1 Rep 20, 0:2 Lestage 31, 0:3 Rep 43, 0:4 Rep 70, 0:5 Paganelli 74, 0:6 López 80, 0:7 Rep 84k |
| LASK Linz – Radnički Nisz 1:2 i 1:4 1 17.09 1980 0:1 Stojković 45, 1:1 Krieger 56, 1:2 Pantelić 64k 2 01.10 1980 0:1 Milošević 8, 0:2 Stojković 25, 0:3 Panajotović 36, 1:3 Siegl 57, 1:4 Stojković 86                                                                                          |
| KSC Lokeren – Dinamo Moskwa 1:1 i 1:0 1 17.09 1980 0:1 Gazzajew 34, 1:1 Verheyen 85k 2 01.10 1980 1:0 Verheyen 89 |
| 1. FC Magdeburg – Moss FK 2:1 i 3:2 1 17.09 1980 1:0 Hoffmann 36, 2:0 Pommerenke 76k, 2:1 Henriksen 85 2 01.10 1980 0:1 Kollshaugen 19, 1:1 Streich 19, 2:1 Mewes 39, 2:2 Kollshaugen 62, 3:2 Wildebrand 89                                                                                     |
| Manchester United – Widzew Łódź 1:1 i 0:0 1 17.09 1980 1:0 Mcllroy 4, 1:1 Surlit 6 2 01.10 1980 |
| FC Porto – Dundalk F.C. 1:0 i 0:0 1 17.09 1980 1:0 Souza 16 2 01.10 1980 |
| RWD Molenbeek – Torino Calcio 1:2 i 2:2 (dog) 1 17.09 1980 1:0 de Wolf 42, 1:1 Mariani 61, 1:2 Graziani 68 2 01.10 1980 0:1 D'Amico 2, 1:1 de Bolle 69, 2:1 van de Korput 80s, 2:2 Graziani 91                                                                                                  |
| Szachtar Donieck – Eintracht Frankfurt 1:0 i 0:3 1 17.09 1980 1:0 Staruchin 23k 2 01.10 1980 0:1 Hölzenbein 4, 0:2 Cha 38, 0:3 Cha 71 |
| Śląsk Wrocław – Dundee United 0:0 i 2:7 1 17.09 1980 2 01.10 1980 0:1 Dodds 6, 0:2 Stark 26, 1:2 Pawłowski 37, 1:3 Hegarty 50, 1:4 Pettigrew 61, 1:5 Pettigrew 71, 1:6 Dodds 74, 1:7 Payne 87k, 2:7 Pawłowski 89                                                                                |
| FC Sochaux-Montbéliard – Servette FC 2:0 i 1:2 1 17.09 1980 1:0 Jeskowiak 39, 2:0 Ivezic 69k 2 01.10 1980 1:0 Genghini 16, 1:1 Cuccinotta 54, 1:2 Bizzini 75 |
| Standard Liège – Steaua Bukareszt 1:1 i 2:1 1 17.09 1980 1:0 Dardenne 35, 1:1 Raducanu 89 2 01.10 1980 0:1 Raducanu 36, 1:1 Voordeckers 51, 2:1 Edström 82 |
| VfB Stuttgart – Pezoporikos Larnaka 6:0 i 4:1 1 17.09 1980 1:0 Klotz 10, 2:0 Klotz 11, 3:0 Kelsch 25, 4:0 Allgöwer 39, 5:0 Allgöwer 48, 6:0 Klotz 86 2 24.09 1980 1:0 Tüfekci 13, 2:0 Klotz 16, 3:0 Allgöwer 36, 3:1 P. Theophanous 69, 4:1 Tüfekci 71                                          |
| FC Twente – IFK Göteborg 5:1 i 0:2 1 17.09 1980 1:0 Boś 21, 2:0 Carlson 39s, 3:0 Kila 55, 3:1 T. Nilsson 58, 4:1 Jol 74, 5:1 Kila 89 2 01.10 1980 0:1 T. Nilsson 3, 0:2 T. Nilsson 67 |
| Vasas SC – Boavista FC 0:2 i 1:0 1 17.09 1980 0:1 Eliseu 7, 0:2 Julio 43 2 01.10 1980 1:0 Kiss 27 |
| Zbrojovka Brno – VOEST Linz 3:1 i 2:0 1 17.09 1980 0:1 Haider 9, 1:1 Kroupa 15, 2:1 Mikulička 17, 3:1 Mazura 75 2 01.10 1980 1:0 Janečka 24, 2:0 Kroupa 65 |
| Fenerbahçe SK – Beroe Stara Zagora 0:1 i 1:2 1 17.09 1980 0:1 Pejew 38 2 01.10 1980 0:1 Petkow 19, 0:2 Dragołow 86, 1:2 Selçuk 89 |

## 1/16 finału
| FC Sochaux-Montbéliard – Boavista FC 2:2 i 1:0 1 22.10 1980 0:1 Julio 27, 1:1 Genghini 33, 2:1 P. Revelli 54, 2:2 Eliseu 63 2 05.11 1980 1:0 Durkalić 75                                                                   |
| St. Mirren F.C. – AS Saint-Étienne 0:0 i 0:2 1 22.10 1980 2 05.11 1980 0:1 Larios 14, 0:2 Larios 58 |
| Torino Calcio – 1. FC Magdeburg 3:1 i 0:1 1 22.10 1980 1:0 Partizio Sala 44, 2:0 Pecci 54, 2:1 Steinbach 65, 3:1 Mewes 74s 2 05.11 1980 0:1 Tyli 25                                                                        |
| FC Twente – Dynamo Drezno 1:1 i 0:0 1 22.10 1980 1:0 Rohde 41, 1:1 Heidler 49 2 05.11 1980 |
| Widzew Łódź – Juventus F.C. 3:1 i 1:3 (dog), karne 4:1 1 22.10 1980 1:0 Grębosz 30, 1:1 Bettega 42, 2:1 Pięta 69, 3:1 Smolarek 79 2 05.11 1980 0:1 Tardelli 37, 0:2 Furmo 46, 1:2 Pięta 59, 1:3 Brady 60                   |
| Dundee United – KSC Lokeren 1:1 i 0:0 1 22.10 1980 0:1 Mommens 60, 1:1 Pettigrew 66 2 05.11 1980 |
| FC Utrecht – Eintracht Frankfurt 2:1 i 1:3 1 22.10 1980 0:1 Borchers 31, 1:1 Carbo 60, 2:1 Kruyk 89k 2 05.11 1980 1:0 Neuberger 48s, 1:1 Karger 52, 1:2 Nachtweih 58, 1:3 Pezzey 67                                        |
| Ipswich Town – Bohemians Praga 3:0 i 0:2 1 22.10 1980 1:0 Wark 48, 2:0 Wark 55, 3:0 Beattie 85 2 05.11 1980 0:1 Mičinec 3, 0:2 Panenka54                                                                                   |
| Lewski Spartak Sofia – AZ '67 1:1 i 0:5 1 21.10 1980 0:1 Kist 47, 1:1 Spasow 52 2 04.11 1980 0:1 Toi 30, 0:2 Nygaard 51k, 0:3 Toi 57, 0:4 Kist 61, 0:5 Peters 89                                                           |
| PSV Eindhoven – Hamburger SV 1:1 i 1:2 1 22.10 1980 0:1 Hrubesch 2, 1:1 van der Kuijlen 47 2 05.11 1980 0:1 Groh 48, 1:1 van der Kuijlen 48, 1:2 Hrubesch 73                                                               |
| 1. FC Köln – FC Barcelona 0:1 i 4:0 1 22.10 1980 0:1 Quini 44 2 05.11 1980 1:0 Strack 41, 2:0 Engels 46, 3:0 Littbarski 63, 4:0 D. Müller 70                                                                               |
| VfB Stuttgart – Vorwärts Frankfurt 5:1 i 2:1 1 22.10 1980 1:0 Tüfekci 20, 2:0 Martin 42k, 3:0 Schuth 46s, 4:0 Allgöwer 55, 5:0 Klotz 82, 5:1 Krautzig 84 2 05.11 1980 1:0 Allgöwer 21, 2:0 H. Müller 84k, 2:1 Lindemann 87 |
| 1. FC Kaiserslautern – Standard Liège 1:2 i 1:2 1 22.10 1980 1:0 Wendt 39, 1:1 Wellers 46, 1:2 Plessers 56 2 05.11 1980 0:1 Edström 4, 1:1 Briegel 10, 1:2 Graf 83                                                         |
| Beroe Stara Zagora – Radnički Nisz 0:1 i 1:2 1 22.10 1980 0:1 Halilović 75 2 05.11 1980 0:1 Stojković 20, 0:2 Milošević 53, 1:2 Stojanow 87                                                                                |
| Zbrojovka Brno – Real Sociedad 1:1 i 1:2 1 22.10 1980 1:0 Murillo 58s, 1:1 Uralde 64 2 05.11 1980 0:1 Satrustegui 2, 0:2 Satrustegui 7, 1:2 Kolasek 83                                                                     |
| FC Porto – Grasshopper Club Zürich 2:0 i 0:3 (dog) 1 22.10 1980 1:0 Teixeira 36, 2:0 Sousa 56 2 05.11 1980 0:1 Sulser 26, 0:2 Koller 63, 0:3 Pfister 118k                                                                  |

## 1/8 finału
| Eintracht Frankfurt – FC Sochaux-Montbéliard 4:2 i 0:2 1 26.11 1980 1:0 Neuberger 3, 2:0 Borghers 42, 3:0 Hölzenbem 53, 4:0 Nachtweih 62, 4:1 Genghini 71, 4:2 Pezzey 88s 2 10.12 1980 0:1 P. Revelli 16, 0:2 P. Revelli 42              |
| Hamburger SV – AS Saint-Étienne 0:5 i 0:1 1 26.11 1980 0:1 Hartwig 8s, 0:2 Platini 26, 0:3 Larios 39, 0:4 Zimako 85, 0:5 Platini 87 2 10.12 1980 0:1 Paganelli 10                                                                        |
| VfB Stuttgart – 1. FC Köln 3:1 i 1:4 (dog) 1 26.11 1980 0:1 Konopka 17, 1:1 H. Müller 22, 2:1 H. Müller 35k, 3:1 H. Müller KH Förster 53 2 10.12 1980 0:1 D. Müller 24, 0:2 Strack 62, 1:2 Konopka 85s, 1:3 Strack 86, 1:4 Woodstock 107 |
| KSC Lokeren – Real Sociedad 1:0 i 2:2 1 26.11 1980 1:0 Lato 47 2 10.12 1980 1:0 Larsen 21, 2:0 Larsen 50, 2:1 López Ufarte 81k, 2:2 Zamora 84                                                                                            |
| Grasshopper Club Zürich – Torino Calcio 2:1 i 1:2 (dog), karne 4:3 1 26.11 1980 0:1 Sclosa 49, 1:1 Heinz Hermann 52, 2:1 Koller 53 2 10.12 1980 1:0 Terraneo 28s, 1:1 Graziani 62, 1:2 Pulici 63                                         |
| Radnički Nisz – AZ '67 2:2 i 0:5 1 26.11 1980 0:1 Toi 35, 1:1 Pantelić 47k, 1:2 Kist 74, 2:2 Panajotović 82 2 10.12 1980 0:1 Kist 21. 0:2 Kist 24, 0:3 Nygaard 42, 0:4 Welzl 60, 0:5 Kist 65,                                            |
| Standard Liège – Dynamo Drezno 1:1 i 4:1 1 26.11 1980 0:1 Heidler 37, 1:1 Plessers 88 2 10.12 1980 1:0 Sigurvinsson 31, 2:0 Sigurvinsson 40, 3:0 Sigurvinsson 55, 4:0 Tahamata 76, 4:1 Dörner 80                                         |
| Ipswich Town – Widzew Łódź 5:0 i 0:1 1 26.11 1980 1:0 Wark 22, 2:0 Brazil 40, 3:0 Wark 44, 4:0 Mariner 70, 5:0 Wark 77 2 10.12 1980 0:1 Pięta 55                                                                                         |

## 1/4 finału
| Standard Liège – 1. FC Köln 0:0 i 2:3 1 04.03 1981 2 18.03 1981 0:1 D. Müller 30, 1:1 Graf 44, 2:1 Vandersmissen 66, 2:2 Bonhof 70k, 2:3 Littbarski 86                                                    |
| AZ '67 – KSC Lokeren 2:0 i 0:1 1 04.03 1981 1:0 Toi 9, 2:0 Welzl 17 2 18.03 1981 0:1 Verheyen 31 |
| AS Saint-Étienne – Ipswich Town 1:4 i 1:3 1 04.03 1981 1:0 Rep 16, 1:1 Mariner 28, 1:2 A. Mühren 47, 1:3 Mariner 58, 1:4 Wark 77 2 18.03 1981 0:1 Butcher 47, 1:1 Zimako 81, 1:2 Wark 83k, 1:3 Mariner 88 |
| Grasshopper Club Zürich – FC Sochaux-Montbéliard 0:0 i 1:2 1 04.03 1981 2 18.03 1981 1:0 Koller 7, 1:1 Durkalić 24, 1:2 Genghini 85                                                                       |

## 1/2 finału
| Ipswich Town – 1. FC Köln 1:0 i 1:0 1 08.04 1981 1:0 Wark 34 2 22.04 1981 1:0 Butcher 63                                                                                    |
| FC Sochaux-Montbéliard – AZ '67 1:1 i 2:3 1 08.04 1981 0:1 Arntz 14, 1:1 Genghini 22 2 22.04 1981 1:0 Genghini 9, 1:1 Metgod 19, 1:2 Jonker 43, 1:3 Peters 68, 2:3 Mayer 80 |

## Finał
| Ipswich Town – AZ '67 3:0 i 2:4 |
| 6 maja 1981 Ipswich Portman Road (27 532) Ipswich Town – AZ '67 3:0 (1:0) Sędzia: Adolf Prokop (NRD) Bramki: 1:0 John Wark 28k, 2:0 Frans Thijssen 46, 3:0 Paul Mariner 56 Ipswich Town Football Club (trener Bobby Robson): Paul Cooper – Mick Mills (kapitan), Russell Osman, Terry Butcher, Steve McCall – John Wark, Frans Thijssen, Arnold Mühren – Eric Gates, Paul Mariner, Alan Brazil Alkmaar Zaanstreek (trener Georg Kessler): Eddy Treytel – Richard van der Meer, John Metgod, Ronald Spelbos, Hugo Hovenkamp (kapitan) – Jan Peters, Jos Jonker, Peter Arntz, Kristen Nygaard (57 Kurt Welzl) – Kees Kist, Pier Tol                                                                                       |
| 20 maja 1981 Amsterdam Olympisch Stadion (28 500) AZ '67 – Ipswich Town 4:2 (3:2) Sędzia: Walter Eschweiler (Niemcy) Bramki: 0:1 Frans Thijssen 4, 1:1 Kurt Welzl 7, 2:1 John Metgod 28, 2:2 John Wark 32, 3:2 Pier Tol 40, 4:2 Jos Jonker 74 Alkmaar Zaanstreek (trener Georg Kessler): Eddy Treytel – Hans Reynders, John Metgod, Ronald Spelbos, Hugo Hovenkamp (kapitan) – Jan Peters, Jos Jonker, Peter Arntz, Kristen Nygaard – Kurt Welzl (80 Chris van den Dungen), Pier Tol (46 Kees Kist) Ipswich Town Football Club (trener Bobby Robson): Paul Cooper – Mick Mills (kapitan), Russell Osman, Terry Butcher, Steve McCall – Frans Thijssen, John Wark, Arnold Mühren – Paul Mariner, Alan Brazil, Eric Gates |